# Seznam soch a reliéfů Olbrama Zoubka
Seznam soch a reliéfů Olbrama Zoubka obsahuje tvorbu Olbrama Zoubka umístěnou ve veřejném prostoru v českých městech a obcích včetně plastik přemístěných a odstraněných. Seznam, který zahrnuje 38 položek, není úplný.

## Seznam soch
Seznam je řazen podle data vzniku.

| Rok                              | Fotografie | Název                                        | Lokace                                                                                | Popis                               | Galerie                                                                                           | Poznámka |
| -------------------------------- | ---------- | -------------------------------------------- | ------------------------------------------------------------------------------------- | ----------------------------------- | ------------------------------------------------------------------------------------------------- | --- |
| 1960                             |            | Dekorativní zábradlí                         | Brno Rooseveltova 31/7 49°11′54,49″ s. š., 16°36′37,71″ v. d.                         |                                     | Kategorie „Decorative railings of balconies of the Janáček Theater in Brno“ na Wikimedia Commons  | Janáčkovo divadlo, 5 dekorativních zábradlí, 1. místo v soutěži spolu s Evou Kmentovou |
| 1964                             |            | Ptáci                                        | Brno-Veveří Kounicova 6/01 49°12′1,74″ s. š., 16°36′14,37″ v. d.                      |                                     | Kategorie „Sculpture of Olbram Zoubek in front of Hotel Continental in Brno“ na Wikimedia Commons | před hotelem Continental |
| 1965                             |            | Moravská orlice                              | Brno Rooseveltova 31/7 49°11′55,21″ s. š., 16°36′37,7″ v. d.                          |                                     | Kategorie „Moravská orlice (Olbram Zoubek)“ na Wikimedia Commons                                  | Janáčkovo divadlo |
| 1969                             |            | Pamětní deska Jana Palacha                   | Praha-Josefov náměstí Jana Palacha 1/2 50°5′21″ s. š., 14°24′57,62″ v. d.             |                                     | Kategorie „Palach memorial at Faculty of Arts“ na Wikimedia Commons                               | Filozofická fakulta UK, odhalena v lednu 1990 |
| 1970 červenec                    |            | Náhrobek Jana Palacha                        | Praha-Žižkov Olšanské hřbitovy 50°4′43,25″ s. š., 14°28′4,12″ v. d.                   | bronz                               | Kategorie „Grave of Jan Palach“ na Wikimedia Commons                                              | Státní bezpečnost náhrobek v srpnu odstranila a v prosinci dala rozlít. Roku 1990 znovu odlit podle původního modelu a osazen.                                                                             |
| 1972                             |            | Tři chodci                                   | Brno-Židenice Komprdova 4334/18 49°12′20,38″ s. š., 16°38′45,22″ v. d.                |                                     | Kategorie „Three pedestrians“ na Wikimedia Commons                                                | Židenická smuteční síň; původně pro stanici metra Pankrácká v Praze, poté přemístěno do botanické zahrady v Tróji, následně vykoupeno arch. Ivanem Rullerem pro smuteční síň                               |
| 1974                             |            | Rodina                                       | Mělník Pražská 2817 50°20′44,93″ s. š., 14°29′1,04″ v. d.                             | sklolaminát                         |                                                                                                   | před ZŠ Jindřicha Matiegky. Téhož roku byla zničena vandaly, autor odmítl dílo restaurovat, demontoval jej a odvezl.                                                                                       |
| 1975                             |            | Keramické reliéfy                            | Plzeň Bedřicha Smetany 159/ 13 49°44′43,35″ s. š., 13°22′33,9″ v. d.                  | glazovaná keramika                  | Kategorie „Keramické reliéfy (Jaroslav Votlučka, Olbram Zoubek)“ na Wikimedia Commons             | s Jaroslavem Votlučkou čtyři reliéfy na fasádě Knihovny města Plzně, meziokenní stěny v přízemí výška 146 cm šířka 85 cm včetně štukového rámce                                                            |
| 1977                             |            | Múza                                         | Litomyšl Prokešova 49°52′4,64″ s. š., 16°18′57,85″ v. d.                              |                                     | Kategorie „Múza (Olbram Zoubek)“ na Wikimedia Commons                                             | hřbitov, hrob malíře Josefa Matičky |
| 1979                             |            | Lev                                          | Ostrava-Hošťálkovice Aleje 407 49°51′40,04″ s. š., 18°12′47,71″ v. d.                 | osinkocement                        |                                                                                                   | 250×250×120 před televizním vysílačem hotovo již koncem roku 1979, pro nepřipravenost stavby osazeno až v květnu 1982 restaurováno 2017                                                                    |
| 1981                             |            | Vítěz                                        | Praha-Dejvice Generála Píky 50°5′55,09″ s. š., 14°23′17,2″ v. d.                      | cín lití                            | Kategorie „Vítěz (Olbram Zoubek)“ na Wikimedia Commons                                            | před bývalou Telefonní ústřednou |
| 1982                             |            | Milník dějin                                 | Praha-Zbraslav U Národní galerie 2 49°58′41,01″ s. š., 14°23′30,06″ v. d.             | kámen                               |                                                                                                   | park Národní galerie výška 5,5 metru původně určeno před budovu Národního shromáždění v Praze na Wilsonovu ulici směrem ke Státní opeře                                                                    |
| 1983                             |            | Ženské postavy řecké mytologie               | Praha-Troja Lodžská 850/6 50°7′39,01″ s. š., 14°25′5,79″ v. d.                        | keramické reliéfy                   |                                                                                                   | dvorana pošty Praha 81 |
| 1984                             |            | Radost ze života                             | Krnov Svatého Ducha 50°5′28,21″ s. š., 17°42′23,15″ v. d.                             |                                     | Kategorie „Radost (Olbram Zoubek)“ na Wikimedia Commons                                           | 205×190 cm |
| 1984                             |            | Den, noc a čas (†)                           | Praha-Háje Arkalycká 50°1′54,79″ s. š., 14°31′42,89″ v. d.                            | cín, stříbro, zlato                 | Kategorie „Den, noc a čas (Olbram Zoubek)“ na Wikimedia Commons                                   | atrium Cinema City Galaxie zaniklo socha chlapce odstraněna 2010 |
| 1987                             |            | Objekt s figurálními reliéfy                 | Praha-Libeň Pátkova 2137 50°6′56,48″ s. š., 14°26′35,06″ v. d.                        | zlacený cín, osinkocement formování | Kategorie „Objekt s figurálními reliéfy (Olbram Zoubek)“ na Wikimedia Commons                     | park, Kolej 17. listopadu |
| 1987                             |            | Sestry                                       | Praha-Podolí Na Hřebenech II 50°3′4,88″ s. š., 14°25′41,14″ v. d.                     | osinkocement modelování, formování  | Kategorie „Sestry (Olbram Zoubek)“ na Wikimedia Commons                                           | původně pro Dům elegance v ulici Na Příkopech od 1997 areál České televize |
| 1989                             |            | Země                                         | Praha-Petrovice Edisonova 429 50°2′8,98″ s. š., 14°33′23,72″ v. d.                    | kov                                 | Kategorie „Země (Olbram Zoubek)“ na Wikimedia Commons                                             | Místní knihovna Petrovice, balkon |
| 1989                             |            | Smíření                                      | Litomyšl Prokešova 49°52′5,38″ s. š., 16°18′59,38″ v. d.                              |                                     |                                                                                                   | hřbitov, rozptylová loučka |
| 1990                             |            | Spojení s kosmem                             | Praha-Břevnov Skokanská 2117/1 50°4′48,01″ s. š., 14°22′32,65″ v. d.                  |                                     | Kategorie „Spojení s kosmem (Olbram Zoubek)“ na Wikimedia Commons                                 | České radiokomunikace (od 2014), původně u bývalého sídla U Nákladového nádraží 3144, Strašnice (Žižkov)                                                                                                   |
| 1991                             |            | Jinoch na startu, Muž v cíli                 | Praha-Stodůlky Archeologická 2256/1 50°2′37,7″ s. š., 14°19′55,16″ v. d.              | cement formování, dusání            | Kategorie „Jinoch na startu, Muž v cíli (Olbram Zoubek)“ na Wikimedia Commons                     | atrium OC Lužiny |
| 1994                             |            | Šest soch na atice hotelu Butterfly          | Mariánské Lázně Hlavní třída 655/72 49°58′8,13″ s. š., 12°42′7,69″ v. d.              |                                     |                                                                                                   | Hotel Butterfly, s Michalem Brixem |
| 1994                             |            | Klíčnice                                     | Praha-Nové Město Spálená 108/51 50°4′54,11″ s. š., 14°25′9,39″ v. d.                  |                                     | Kategorie „Klíčnice (Olbram Zoubek)“ na Wikimedia Commons                                         | Komerční banka, vchod |
| 1994                             |            | Památník poslední synagogy ve městě Kroměříž | Kroměříž Komenského náměstí 49°17′53,21″ s. š., 17°23′56,16″ v. d.                    |                                     | Kategorie „Památník poslední synagogy ve městě Kroměříž (Olbram Zoubek)“ na Wikimedia Commons     | u Kulturního domu postaveného na místě jedné ze tří kroměřížských synagog (1909–1910, arch. Jakob Gartner). Stavba orientálně-byzatského stylu byla zbořena na příkaz německých okupačních úřadů 5.12.1942 |
| 1996                             |            | Eva                                          | Hradec Králové Dlouhá 98/7 50°12′38,93″ s. š., 15°50′1,16″ v. d.                      | bronz                               |                                                                                                   | Letní scéna Klicperova divadla |
| 1997                             |            | Pocta obětem komunistické zvůle              | Ústí nad Labem Masarykova 50°40′9,23″ s. š., 14°1′27,28″ v. d.                        |                                     | Kategorie „Pocta obětem komunistické zvůle (Olbram Zoubek)“ na Wikimedia Commons                  | Městské sady |
| 1997                             |            | O Marii                                      | Hranice Pernštejnské náměstí 49°33′0,66″ s. š., 17°44′5,02″ v. d.                     |                                     | Kategorie „O Marii (Olbram Zoubek)“ na Wikimedia Commons                                          | výška 182 cm, nádvoří zámku |
| 1998 24. února (v atriu fakulty) |            | Eva a had                                    | Praha-Vinohrady Ruská 2411/87 50°4′27,31″ s. š., 14°28′26,02″ v. d.                   |                                     | Kategorie „Eva (Olbram Zoubek)“ na Wikimedia Commons                                              | 3. lékařská fakulta UK, atrium |
| 1999                             |            | Strážce                                      | Praha-Žižkov Lipanská 50°5′4,69″ s. š., 14°27′13,52″ v. d.                            |                                     |                                                                                                   | ÚMČ Praha 3, vnitroblok |
| 2000                             |            | Fontána                                      | Litomyšl náměstí Václava Havla 49°52′17,38″ s. š., 16°18′48,88″ v. d.                 |                                     | Kategorie „Fountain at Monastery gardens in Litomyšl“ na Wikimedia Commons                        | pět soch na vodní hladině v klášterních zahradách |
| 2002 22. května                  |            | Pomník obětem komunismu                      | Praha-Malá Strana Újezd 50°4′52,22″ s. š., 14°24′14,01″ v. d.                         | bronz lití                          | Kategorie „Pomník obětem komunismu (Praha, Újezd)“ na Wikimedia Commons                           | Petřínské sady |
| 2002                             |            | Lidé / Pedagogové a studenti                 | Ostrava-Poruba 17. listopadu 2172/15 49°50′0,33″ s. š., 18°9′51,27″ v. d.             |                                     | Kategorie „Pedagogové a studenti (sculptural group in Ostrava)“ na Wikimedia Commons              | Vysoká škola báňská – Technická univerzita Ostrava, před rektorátem |
| 2002                             |            | Kvestorka                                    | Praha-Chodov Květnového vítězství 57/17 50°2′3,1″ s. š., 14°30′18,05″ v. d.           | bronz                               |                                                                                                   | Základní škola Květnového vítězství |
| 2006                             |            | Alegorie Metuje                              | Nové Město nad Metují U Zázvorky 50°20′43,53″ s. š., 16°9′4,3″ v. d.                  |                                     | Kategorie „Statue of the Metuje by Olbram Zoubek“ na Wikimedia Commons                            | u řeky |
| 2008                             |            | Hygie                                        | Praha-Nové Město Kateřinská 1660/32 50°4′28,6″ s. š., 14°25′35,74″ v. d.              |                                     | Kategorie „Hygie (Olbram Zoubek)“ na Wikimedia Commons                                            | 1. lékařská fakulta UK, děkanát |
| 2010 10. října                   |            | Pomník Milady Horákové                       | Praha-Smíchov Bieblova 50°3′57,78″ s. š., 14°23′58,3″ v. d.                           | bronz modelování, lití              | Kategorie „Milada Horáková Memorial in Smíchov“ na Wikimedia Commons                              | park před kostelem |
| 2012 26. října                   |            | Žákyně                                       | Telč-Vnitřní Město náměstí Zachariáše z Hradce 2 49°11′5,31″ s. š., 15°27′4,79″ v. d. |                                     |                                                                                                   | nádvoří Univerzitního centra |
| 2017 25. února                   |            | Socha pro Josefa Toufara                     | Zahrádka49°37′25,33″ s. š., 15°14′55,55″ v. d.                                        |                                     |                                                                                                   | kostel svatého Víta v Zahrádce |